# Virginia Ruano Pascual
Virginia Ruano Pascual (Madrid, 21 de setembro de 1973) é uma ex-tenista profissional espanhola.
Em 2003 chegou ao posto de número 1 do mundo em duplas, sua especialidade, onde conquistou dez títulos de Grand Slam de tênis, mais um em duplas mistas, não vencendo apenas em Wimbledon.
Ainda em duplas, obteve duas vezes a medalha de prata nos Jogos Olímpicos de Atenas 2004 com Conchita Martínez e em Pequim 2008 com Anabel Medina Garrigues. Conquistou três titulos de simples da WTA. Suas principais parceiras foram a argentina Paola Suárez e a compatriota Anabel Medina Garrigues.
Começou jogando Virginia Ruano até o Torneio de Roland Garros de 1992. Do US Open de 1992 até o WTA de Madri de 1998, foi Virginia Ruano-Pascual. A partir do Torneio de Roland Garros de 1998, eliminou o hífen do sobrenome composto.

## Grand Slam finais

### Duplas: 16 (10–6)
| Posição | Ano  | Campeonato          | Piso   | Parceira                | Oponentes                               | Placar           |
| ------- | ---- | ------------------- | ------ | ----------------------- | --------------------------------------- | ---------------- |
| Vice    | 2000 | Roland Garros       | Saibro | Paola Suárez            | Martina Hingis Mary Pierce              | 6–2, 6–4         |
| Campeã  | 2001 | Roland Garros       | Saibro | Paola Suárez            | Jelena Dokić Conchita Martínez          | 6–2, 6–1         |
| Campeã  | 2002 | Roland Garros       | Saibro | Paola Suárez            | Lisa Raymond Rennae Stubbs              | 6–4, 6–2         |
| Vice    | 2002 | Wimbledon           | Grama  | Paola Suárez            | Serena Williams Venus Williams          | 6–2, 7–5         |
| Campeã  | 2002 | US Open             | Duro   | Paola Suárez            | Elena Dementieva Janette Husárová       | 6–2, 6–1         |
| Vice    | 2003 | Aberto da Austrália | Duro   | Paola Suárez            | Serena Williams Venus Williams          | 4–6, 6–4, 6–3    |
| Vice    | 2003 | Roland Garros       | Saibro | Paola Suárez            | Kim Clijsters Ai Sugiyama               | 6–7(5), 6–2, 9–7 |
| Vice    | 2003 | Wimbledon           | Grama  | Paola Suárez            | Kim Clijsters Ai Sugiyama               | 6–4, 6–4         |
| Campeã  | 2003 | U.S. Open           | Duro   | Paola Suárez            | Svetlana Kuznetsova Martina Navratilova | 6–2, 6–2         |
| Campeã  | 2004 | Aberto da Austrália | Duro   | Paola Suárez            | Svetlana Kuznetsova Elena Likhovtseva   | 6–4, 6–3         |
| Campeã  | 2004 | Roland Garros       | Saibro | Paola Suárez            | Svetlana Kuznetsova Elena Likhovtseva   | 6–0, 6–3         |
| Campeã  | 2004 | U.S. Open           | Duro   | Paola Suárez            | Svetlana Kuznetsova Elena Likhovtseva   | 6–4, 7–5         |
| Campeã  | 2005 | Roland Garros       | Saibro | Paola Suárez            | Cara Black Liezel Huber                 | 4–6, 6–3, 6–3    |
| Vice    | 2006 | Wimbledon           | Grama  | Paola Suárez            | Yan Zi Zheng Jie                        | 6–3, 3–6, 6–2    |
| Campeã  | 2008 | Roland Garros       | Saibro | Anabel Medina Garrigues | Casey Dellacqua Francesca Schiavone     | 2–6, 7–5, 6–4    |
| Campeã  | 2009 | Roland Garros       | Saibro | Anabel Medina Garrigues | Victoria Azarenka Elena Vesnina         | 6–1, 6–1         |

### Duplas Mistas: 1 (1–0)
| Posição | Ano  | Campeonato    | Piso   | Parceiro        | Oponentes                 | Placar   |
| Campeã  | 2001 | Roland Garros | Saibro | Tomás Carbonell | Jaime Oncins Paola Suárez | 7–5, 6–3 |